# SSD Parma Calcio 1913 (női csapat)
A Parma Calcio Femminile női labdarúgócsapatát 2018-ban Parmában hozták létre. Az olasz első osztály tagja.

## Klubtörténet
A SSD Parma Calcio 1913 2018-ban hozta létre női szakosztályát. A negyedosztályban kezdték meg működésüket, és egészen 2022-ig ebben az osztályban szerepeltek. A 2021–2022 szezonban bajnokként jutottak fel a Serie C-be, azonban pár héttel később Kyle Krause klubtulajdonos bejelentette, hogy a Krause Group megvásárolta az Empoli Ladies Serie A-s licencét, és a 2022–23-as szezontól élvonalbeli tagsággal rendelkeznek.

## Sikerlista
- Olasz negyedosztályú bajnok (1): 2021–22

## Játékoskeret
2023. január 29-től
| #  |     | Poszt | Név                |
| -- | --- | ----- | ------------------ |
| 1  | ITA | K     | Alessia Capelletti |
| 12 | ITA | K     | Gloria Ciccioli    |
| 21 | ITA | K     | Rebecca Tinti      |
| 67 | ITA | K     | Matilde Ravanetti  |
| 5  | POR | V     | Joana Marchão      |
| 7  | ITA | V     | Annie Williams     |
| 11 | FIN | V     | Nora Heroum        |
| 14 | CRO | V     | Ana Jelenčić       |
| 15 | ITA | V     | Ludovica Nicolini  |
| 17 | ITA | V     | Arianna Acuti      |
| 27 | ITA | V     | Erika Santoro      |
| 44 | ITA | CS    | Margherita Brscic  |
| 73 | ENG | V     | Danielle Cox       |
| 77 | POR | V     | Giovana Maia       |
| 4  | ITA | KP    | Bianca Bardin      |
| 6  | FRA | KP    | Alice Benoît       |

| #  |     | Poszt | Név                  |
| -- | --- | ----- | -------------------- |
| 18 | ITA | KP    | Ludovica Silvioni    |
| 19 | ISL | KP    | Margrét Árnadóttir   |
| 20 | LTU | KP    | Liucija Vaitukaitytė |
| 22 | ITA | KP    | Emma Errico          |
| 25 | ITA | KP    | Aurora Remondini     |
| 71 | IRL | KP    | Niamh Farrelly       |
| 82 | ITA | KP    | Gemma Puntoni        |
| 3  | USA | CS    | Mia Corbin           |
| 8  | ARG | CS    | Dalila Ippólito      |
| 9  | ITA | CS    | Valeria Pirone       |
| 10 | SWE | CS    | Marija Banušić       |
| 29 | ESP | CS    | Paloma Lázaro        |
| 30 | ITA | CS    | Nicole Arcangeli     |
| 36 | ITA | CS    | Michela Cambiaghi    |
| 37 | ITA | CS    | Giulia Verrino       |
| 86 | ITA | CS    | Chiara Micheli       |